# Simon P.G. Bengtsson
Denna artikel handlar om litteraturvetaren och förlagsredaktören Simon P.G. Bengtsson. För entomologen, se Simon Bengtsson.

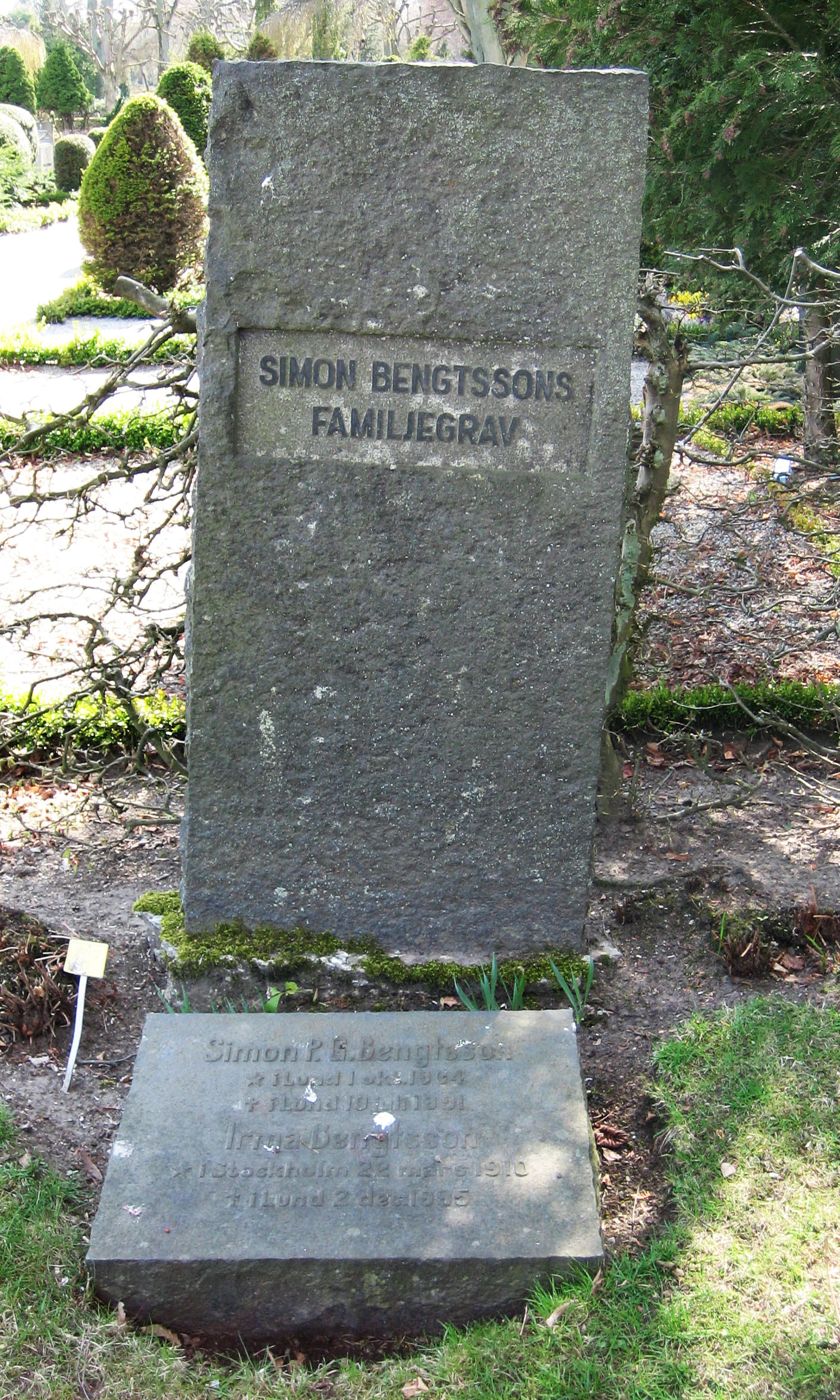
Simon P G Bengtssons familjegrav på Norra kyrkogården i Lund.

Simon Per Gustaf Bengtsson, född den 1 oktober 1904 i Lund, död där den 10 juli 1991, var en svensk litteraturvetare och förlagsredaktör. Bengtsson valde att skriva ut "P G" i sitt namn för att inte blandas samman med fadern, entomologen i Lund, Simon Bengtsson.
Bengtsson var son till filosofie doktor Simon Bengtsson och Ingeborg Peterson. Han tog studentexamen 1923 och inskrevs vid Lunds universitet, där han blev filosofie kandidat 1926. Påföljande år (1927) var han redaktör för studenttidningen Lundagård. Bengtsson var därefter anställd vid Lunds universitetsbibliotek 1929–1931 och vid Katedralskolan i Lund 1934 samt 1936–1937. Han blev litteratur- och teaterrecensent i Lunds Dagblad 1939, och var från samma år litterär rådgivare för olika bokförlag. Parallellt återvände ha till studierna och blev 1945 filosofie licentiat. Hans forskning handlade om skaldebröderna Emil Kléen och Axel Wallengren. Bengtsson blev därefter från 1946 förlagsredaktör för Förlagshuset Nordens uppslagsböcker. Han var också bildredaktör för fyrabandsverket Lunds universitets historia, utgivet med anledning av universitetets 300-årsjubileum och utsågs till filosofie hedersdoktor vid detta universitet 1988.
Bengtsson gav bland annat ut Falstaff Fakirs bästa (1945) med åtskilliga tidigare opublicerade texter av Axel Wallengren, och skrev artiklar och recensioner i framförallt tidskriften Ord och Bild, men även i andra litterära tidskrifter och dagspress. Han var också engagerad i föreningen Föreningen Gamla Lund vars sekreterare han var 1955–1959.
Bengtsson gifte sig 1937 med teckningslärarinnan Irma Ahlström (1910–1995). Parets gravvård återfinns på Norra kyrkogården i Lund. Bengtssons efterlämnade papper finns på Lunds universitetsbibliotek.